# Doris Woods
Pour les articles homonymes, voir Woods.
Doris Woods est une gymnaste artistique britannique née le 1er août 1902 à Plaistow et morte le 13 septembre 1956 à Caterham.

## Carrière
Doris Woods remporte aux Jeux olympiques d'été de 1928 à Amsterdam la médaille de bronze du concours général par équipes féminin avec Amy Jagger, Carrie Pickles, Margaret Hartley, Ada Smith, Lucy Desmond, Annie Broadbent, Jessie Kite, Queenie Judd, Midge Moreman, Ethel Seymour et Hilda Smith.